# Línea 8 (Metrovalencia)
La Línea 8 del metro de Valencia es un servicio de tranvía integrado en la red de Metrovalencia que conecta el puerto de Valencia (España) con el resto de la red a través de la estación de Marítim. Con un recorrido de 1,2 kilómetros y 4 estaciones, se trata de la línea más corta de todo el sistema.

## Historia
Fue creada en marzo de 2015 como una escisión del tramo tranviario de la línea 5 entre las estaciones de Marítim y Neptú, que se lleva prestando desde el 16 de abril del 2007. 
Desde el 30 de octubre hasta el 8 de noviembre de 2024, a consecuencia de las graves inundaciones acontecidas en la provincia de Valencia, el servicio en esta línea fue suspendido. El 7 de enero de 2025, la línea recuperó las frecuencias previas a la DANA.

## Recorrido
La línea parte de la parada Neptú en la Marina de Valencia. Avanza por la calle Doctor Marcos Sopena y efectúa parada en la plaza de la Armada Española, donde tiene correspondencia con la línea 6. Sigue por la calle Francesc Cubells (1 parada) y finaliza en la estación Marítim, donde tiene conexión con las líneas 5 y 7.
En febrero de 2021 se presentó el Plan de Mejora de Frecuencias que contempla la supresión de la línea 8, que sería absorbido por la línea 6.